# Медовичка алорська
Медовичка алорська (Myzomela prawiradilagae) — вид горобцеподібних птахів родини медолюбових (Meliphagidae). Відкритий у 2019 році.

## Етимологія
Вид названо на честь Деві Малії Правіраділаги, орнітолога Індонезійського інституту науки та однієї з перших провідних індонезійських жінок-орнітологів.

## Поширення
Ендемік індонезійського острова Алор. Живе в евкаліптових гірських лісах.